# Kameane, Lebedîn
Kameane (în ucraineană Кам'яне) este localitatea de reședință a comunei Kameane din raionul Lebedîn, regiunea Sumî, Ucraina.

## Demografie
Componența lingvistică a localității Kameane
     Ucraineană (97,61%)
     Rusă (1,79%)
     Alte limbi (0,24%)
Conform recensământului din 2001, majoritatea populației localității Kameane era vorbitoare de ucraineană (97,61%), existând în minoritate și vorbitori de rusă (1,79%).